# Roman Kondratenko
Roman Isidorovič Kondratenko (in russo Роман Исидорович Кондратенко?; Tbilisi, 12 ottobre 1857 – Port Arthur, 15 dicembre 1904) è stato un generale russo dell'esercito imperiale, famoso per la sua difesa di Port Arthur durante la guerra russo giapponese del 1904-1905.

## Biografia
Roman nacque a Tbilisi, Georgia, decimo figlio di un maggiore dell'esercito in pensione, di origini ucraine. Grazie all'aiuto di un fratello maggiore fu inviato a studiare alla scuola cadetti di Polack, vicino a San Pietroburgo, dove ottenne una borsa di studio statale. Laureandosi con onore nel 1877 riuscì a entrare alla Istituto di ingegneria Nikolaev, ora Università tecnica-ingegneristica militare (in russo Военный инженерно-технический университет?). Con il grado di praporščik (corrispondente a alfiere) e venne assegnato al 1º Battaglione genio del Caucaso. Kondratenko venne ammesso all'Accademia Militare di Ingegneria nel 1879 e ne 1884 divenne un attendente dell'Accademia dello Stato Maggiore Nicolas. Dopo aver servito per un certo periodo nel dipartimento di ingegneria (1882-1894) fu messo al comando di un reggimento nel 1895 e promosso a maggior generale nel 1901. Nel 1903 ricevette il comando della 7ª Divisione fucilieri della Siberia orientale, basata a Port Arthur.

### Guerra russo-giapponese
Al suo arrivo a Port Arthur nel 1903 per numerosi mesi riorganizzò e migliorò le sue già massicce fortificazioni, anticipando il prossimo conflitto con l'Impero giapponese. Dopo l'inizio dell'assedio di Port Arthur fu l'anima delle difese russe, diresse personalmente gli sforzi dei difensori nelle aree più difficili e pericolose e sovrintese alle riparazioni delle fortificazioni dai danni dovuti ai combattimenti. Respinse con successo quattro assalti giapponesi, usando abilmente sia le forze dell'esercito, che della marina a sua disposizione. Comunque, il 2 dicembre 1904 venne mortalmente ferito quando l'armeria di Fort Chikuan che stava ispezionando venne colpita direttamente da un proiettile di un obice giapponese da 280 mm. La sua morte demoralizzò le truppe e diffuse la convinzione che la difesa della fortezza fosse ormai arrivata alla fine. Diciotto giorni dopo la sua morte i generali Stoessel e Foch si arresero, consegnando Port Arthur ai giapponesi.

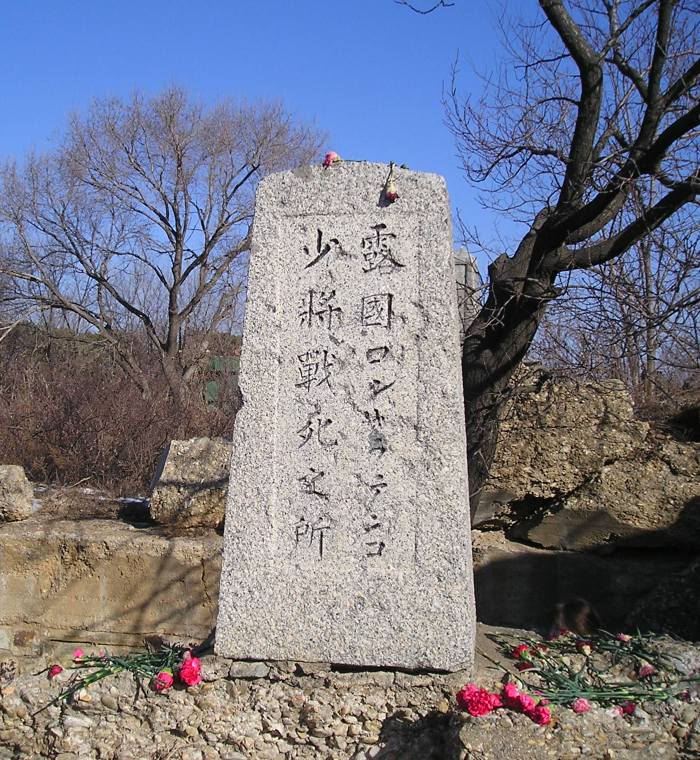
Obelisco eretto dai giapponesi in memoria del generale Kondratenko

Dopo la sua morte il corpo venne inviato a San Pietroburgo e seppellito nel Monastero di Aleksandr Nevskij. I giapponesi eressero sul luogo della sua morte un obelisco in granito in memoria del suo coraggio.
Il suo nome venne dato al 25º Reggimento di fucilieri della Siberia orientale, a una scuola di San Pietroburgo e a un cacciatorpediniere della Marina imperiale russa.